# Ракетный удар по гипермаркету в Константиновке
Ракетный удар по гипермаркету в Константиновке — Ракетный обстрел, который произошел 9 августа 2024 года в 11:04, когда российские войска нанесли ракетный удар по гипермаркету «ЭКО-маркет». В результате попадания российской ракеты Х-38 погибли 14 человек, ещё 44 были ранены. Были повреждены 10 частных домов, 9 магазинов, супермаркет, почта, торговые павильоны, газопровод, автомойка и 12 автомобилей. На месте попадания ракеты спасатели разобрали 76 тонн строительных конструкций.

## Предыстория
Гипермаркет «ЭКО-маркет» открылся 30 декабря 2008 года на пересечении улиц Громова и Леваневского. Ежедневная посещаемость составляла около 4 тысяч человек. Позже гипермаркет начал постепенно сдавать часть своей территории в аренду, в результате чего на его площади появились новые заведения, такие как отделение «Новой почты», развлекательный комплекс, кафе, кинотеатр, магазины и другие торговые точки.

## Ход событий
9 августа 2024 года в 11:04, российские войска нанесли ракетный удар. Ракета попала в гипермаркет «ЭКО-маркет» площадью 1000 м², что вызвало пожар и значительные разрушения.

## Последствия
В результате атаки погибло 14 человек, среди которых 3 детей. 44 человека получили ранения. Были повреждены 10 частных домов, 9 магазинов, супермаркет, почта, торговые павильоны, газопровод, автомойка и 12 автомобилей. На месте попадания ракеты спасатели разобрали 76 тонн строительных конструкций.

## Завершение поисковых работ
Министр внутренних дел Украины Игорь Клименко в 16:34 10 августа 2024 года в своём телеграм-канале сообщил, что разбор завалов гипермаркета завершён.

## Реакции
Президент Владимир Зеленский заявил, что «Россия ответит за этот террор».
«...и мы сделаем всё, чтобы мир и дальше был с Украиной, поддерживал нашу защиту и спасение жизней наших людей», — написал он.
Правоохранители проводят досудебное расследование в рамках уголовного производства по факту нарушения законов и обычаев войны (ч. 2 ст. 438 Уголовного кодекса Украины).

## Увековечение памяти
9 августа 2024 года в Константиновке объявлен Днём траура в знак скорби по массовым жертвам российских обстрелов.